# Bandeira do Mercado Comum do Sul
A bandeira do Mercosul é um dos símbolos oficiais do Mercosul.

## Histórico
O emblema foi escolhido em um concurso promovido pelas Direções de Comunicação das Presidências dos Estados Membros, no qual foram apresentados 1 412 trabalhos, sendo o vencedor um desenhista argentino. A aprovação do desenho vencedor ocorreu na XI Reunião do Conselho do Mercado Comum (CMC), ocorrida nos dias 16 e 17 de dezembro de 1996, na cidade de Fortaleza, Ceará, Brasil.
Em 6 de dezembro de 2002 através da Decisão n° 17/02 "Símbolos do MERCOSUL" do Conselho do Mercado Comum, foram atualizadas as regras para o uso dos símbolos: o próprio nome Mercado Comum do Sul, a sigla MERCOSUL, o emblema e a bandeira em português (MERCOSUL) e espanhol (MERCOSUR).
Segundo a mesma decisão, os símbolos, são de uso próprio, dos Estados Membros e dos órgãos vinculados, podendo ser utilizados, sem prévia autorização, por pessoas físicas ou jurídicas nacionais dos Estados Membros de forma compatível com os objetivos do Mercosul. 27 de janeiro de 2004 o Congresso Nacional do Brasil, por meio do decreto legislativo Nº 63, aprovou a norma de criação dos símbolos do Mercosul e em 14 de junho de 2005 o governo brasileiro baixa o decreto nº 5 465, que promulga a Decisão CMC nº 17/02 no ordenamento jurídico do Brasil.

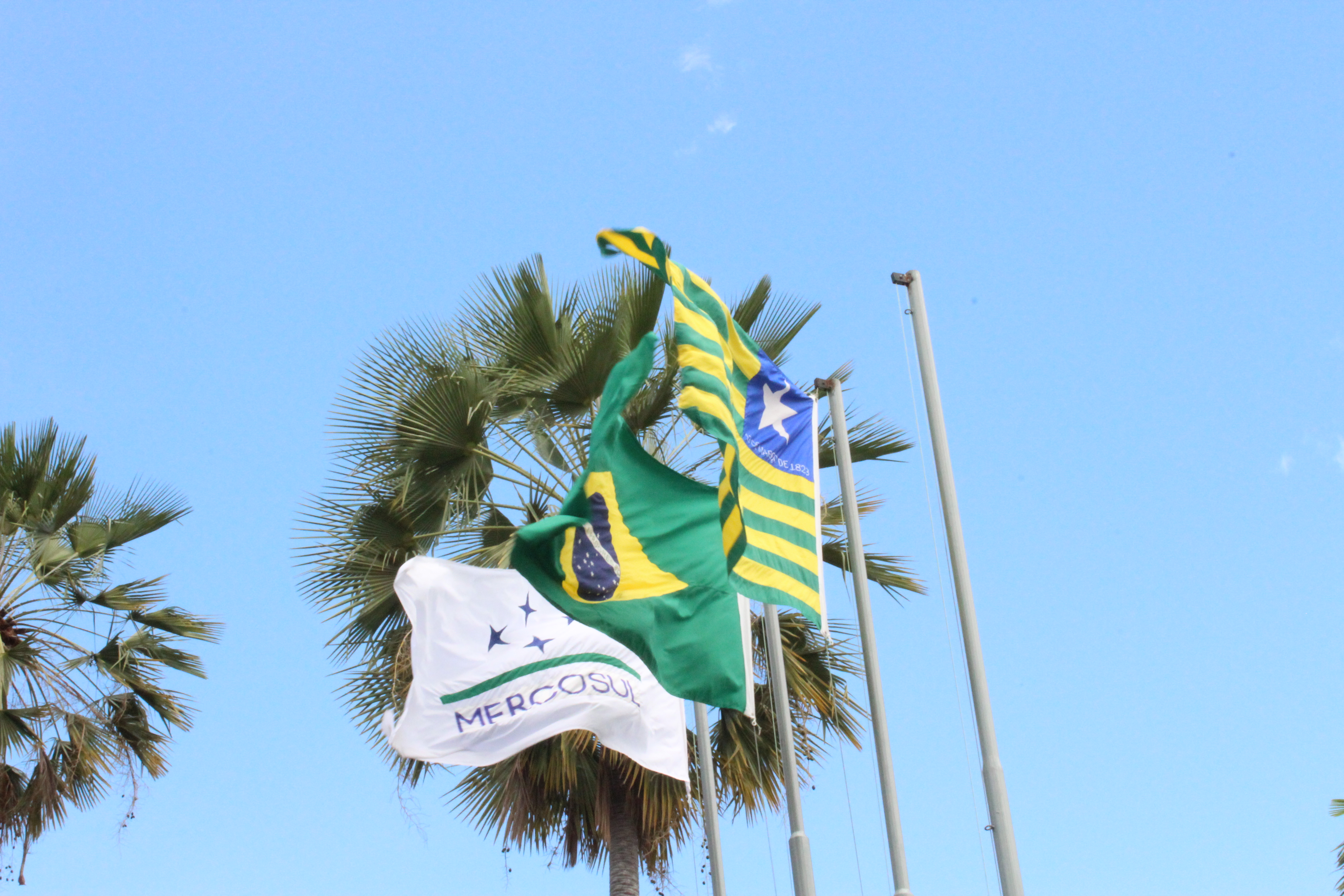
Bandeira do Mercosul hasteada ao lado das bandeiras brasileira e piauiense no Palácio de Karnak, Teresina, Piauí.

No Brasil a lei federal nº 5700/1971 com as alterações dadas pela lei 12 157, publicada em 24 de dezembro de 2009, determina que a bandeira do Mercosul seja hasteada diariamente, junto com a Bandeira do Brasil, em várias repartições públicas, mas na prática ainda há uma lentidão na devida observação do dispositivo legal.

## Desenho
Seu desenho consiste de um retângulo branco no qual está e consiste no emblema/logotipo da união aduaneira.
O emblema contém quatro estrelas azuis de quatro pontas sobre uma linha curva, em cor verde, que representam, a constelação do Cruzeiro do Sul emergindo do horizonte. O Cruzeiro do Sul foi escolhido porque representa o principal elemento de orientação do Hemisfério Sul, e para o Mercosul simboliza o rumo otimista de integração regional que se pretende dar aos países membros. Sentido também expresso no próprio lema Nosso norte é o sul.
As quatro estrelas azuis representam também os quatro países fundadores: Argentina, Brasil, Paraguai e Uruguai.
|                                    |  |                                   |
| Bandeira do Mercosul em português. |  | Bandeira do Mercosul em espanhol. |